# Fox Retro
Fox Retro est une chaîne de télévision italienne appartenant au groupe Fox Networks Group Italy.

## Historique
Fox Retro a été lancée le 1er août 2009 en exclusivité sur le canal 141 Sky.
Elle s'est arrêtée le 31 décembre 2014.

### Slogans
Erano Avanti